# Dodecaibidion brasiliense
Dodecaibidion brasiliense là một loài bọ cánh cứng trong họ Cerambycidae.